# Ayacucho (Buenos Aires)
Pour les articles homonymes, voir Ayacucho (homonymie).
Ayacucho est une localité argentine située dans le partido homonyme, dans la province de Buenos Aires.

## Toponymie
Le nom fait référence et rend hommage à la bataille d'Ayacucho (9 décembre 1824), au Pérou, la dernière bataille des guerres d'indépendance de l'Amérique du Sud hispanophone. En quechua, Ayacucho signifie « Sanctuaire de l'âme ».

## Démographie
La localité compte 17 364 habitants (Indec, 2010), ce qui représente une augmentation de 5,6 % par rapport au recensement précédent de 2001 qui comptait 16 444 habitants.